# Amicizia (romanzo)
Amicizia è un racconto scritto da Hermann Hesse nel 1907-1908.

## Trama
Narra l'amicizia tra due studenti tedeschi dai caratteri opposti, Hans irrequieto e anticonformista, Erwin timido ma più materialista. I due si scontreranno durante il delicato passaggio all'età adulta per poi ritrovarsi, dopo una stagione, più maturi e indipendenti.

## Tematiche
Le tematiche dell'amicizia e dell'attrazione naturale dei caratteri opposti è molto presente nella narrativa di Hesse, che la svilupperà al meglio anni dopo nel romanzo Narciso e Boccadoro. Il racconto affronta  anche la tematica "hessiana" per eccellenza, ovvero la ricerca spirituale (Hans si allontana dall'amico sotto l'influsso di uno studente appassionato di filosofie orientali).

## Edizioni italiane
- trad. e prefazione di Eva Banchelli, Milano, SugarCo (Tasco), 2014, ISBN 9788871986777
- trad. di Mirella Ulivieri in Racconti, con introduzione di Ferruccio Masini, Milano: Mondadori, 1982; in Romanzi e racconti, con introduzione di Enrico Groppali, ivi, 1993; Roma: TEN, 1992; in Amicizia e altri racconti, Roma: Newton Compton, 2003; in Opere e racconti, ivi, 2011